# 图勒·安德松
图勒·安德松（瑞典語：Thure Andersson，1907年4月27日—1976年1月20日），瑞典男子摔跤运动员。他曾代表瑞典参加1936年夏季奥林匹克运动会摔跤比赛，获得男子自由式次中量级银牌。